# Censura no X
- Atualmente bloqueado
- Anteriormente bloqueado
- Parcialmente bloqueado
- Sem bloqueio

Países e territórios que bloquearam o X (antigo Twitter até 2024):

Censura no X (conhecido anteriormente como Twitter até 2022) refere-se à censura da Internet por governos que bloqueiam o acesso ao X. A censura no X também inclui notificações governamentais e/ou judiciais, além de solicitações de remoção da plataforma que são aplicadas de acordo com seus Termos de Serviço quando um governo ou autoridade judiciária envia uma solicitação de remoção válida, indicando que um conteúdo específico publicado na plataforma é ilegal em sua jurisdição.
Atualmente, nove países censuraram a rede social X e continuam com o banimento sob vigência: China, Coreia do Norte, Irã, Myanmar, Paquistão, Rússia, Tanzânia, Turcomenistão e Venezuela.

## Censura no X (antigo Twitter até 2022)

### Restrições baseadas em notificação governamental
O Twitter, como era chamado anteriormente, atendia a reclamações de terceiros, incluindo governos, para remover conteúdo ilegal conforme as leis dos países nos quais as pessoas usam o serviço. Ao processar uma reclamação bem-sucedida sobre um tweet ilegal de "funcionários do governo, empresas ou outra parte externa", o site de rede social notificará os usuários daquele país de que eles podem não vê-lo.

#### França
Após a publicação de postagens antissemitas e racistas por usuários anônimos, o Twitter removeu essas postagens de seu serviço. Ações judiciais foram movidas pela União de Estudantes Judeus (UEJF), um grupo de defesa francês, e, em 24 de janeiro de 2013, a juíza Anne-Marie Sauteraud ordenou que o Twitter divulgasse as informações de identificação pessoal sobre o usuário que postou a publicação antissemita, alegando que as postagens violavam as leis francesas contra discurso de ódio. O Twitter respondeu dizendo que estava "revisando suas opções" em relação às acusações francesas. O Twitter teve duas semanas para cumprir a ordem judicial antes que multas diárias de mil euros (cerca de 1,3 mil dólares) fossem aplicadas. Surgem questões sobre jurisdição, porque o Twitter não tem escritórios nem funcionários em França, pelo que não está claro como um tribunal francês poderia sancionar o Twitter.

#### Índia
Contas do Twitter que fazem paródia do Primeiro-Ministro da Índia, como "PM0India", "Indian-pm" e "PMOIndiaa", foram bloqueadas na Índia em agosto de 2012, após a violência em Assam.
Durante o recolher obrigatório em Jammu e Caxemira, após a revogação do estatuto especial de Jammu e Caxemira pela Índia em 5 de agosto de 2019, o governo indiano abordou o Twitter para suspender contas que estavam a espalhar rumores e conteúdo anti-Índia. Isto incluía a conta do Twitter de Syed Ali Shah Geelani, um líder separatista da Caxemira. Em 3 de agosto de 2019, Geelani tuitou "A Índia está prestes a lançar o maior genocídio da história da humanidade", levando a que sua conta fosse suspensa a pedido das autoridades. Dois dias depois, em 5 de agosto, o parlamento indiano aprovou uma resolução para dividir o estado de Jammu e Caxemira em dois territórios da união.
Em fevereiro de 2021, o Twitter bloqueou centenas de contas que publicavam sobre o protesto dos agricultores indianos, impedindo o acesso de utilizadores na Índia, a pedido do Ministério do Interior; o ministério do governo alegou que as contas estavam a espalhar desinformação. Mais tarde nesse mês, o Twitter ficou sujeito ao Código Nacional de Ética das Redes Sociais (Social Media Ethics Code), que espera que todas as empresas de redes sociais que operam no país removam o conteúdo a pedido do governo no prazo de 36 horas e nomeiem um representante local que seja residente indiano e portador de passaporte.
Em 18 de maio de 2021, o porta-voz nacional do Partido Bharatiya Janata, Sambit Patra, postou uma imagem supostamente de um documento interno do Congresso Nacional Indiano (em inglês: INC), detalhando uma campanha de mídia social contra o primeiro-ministro Narendra Modi para criticar sua forma de lidar com a pandemia de COVID-19 na Índia. O INC contestou as postagens e alegou que elas foram fabricadas. O Twitter marcou posteriormente a publicação como contendo mídia manipulada. O Ministério das Comunicações e Tecnologia da Informação emitiu um pedido para que o Twitter removesse a publicação, alegando que a decisão do Twitter foi "prejulgada, tendenciosa e uma tentativa deliberada de colorir a investigação da agência local de aplicação da lei". Depois de o Twitter se ter recusado a remover o conteúdo, os seus escritórios em Nova Deli foram invadidos pela polícia.
Em junho de 2021, o Twitter perdeu sua imunidade como "intermediário" sob a Lei de Tecnologia da Informação por não nomear um representante local. Isto foi considerado publicador de todos os materiais postados na plataforma. Posteriormente, no mesmo mês, a polícia de Uttar Pradesh registou um caso contra o Twitter, acusando-o de distribuição de pornografia infantil. Em março de 2022, o Tribunal Superior de Déli questionou o Twitter sobre o motivo de não bloquear usuários que postassem conteúdo questionável sobre deuses hindus da mesma forma que bloquearam o presidente dos EUA, Donald Trump. O tribunal solicitou uma explicação detalhada das políticas do Twitter e pediu que apresentassem uma declaração juramentada.
Em julho de 2022, o Twitter iniciou uma ação judicial contra o governo da Índia após receber a ordem de remover diversas contas e tweets que violavam as leis indianas. O Twitter argumenta que as leis são muito restritivas e contesta as ordens de bloqueio de conteúdo. A empresa declarou que algumas das exigências de bloqueio "dizem respeito a conteúdo político publicado por identificadores oficiais de partidos políticos" e disse que tais ordens são "uma violação da liberdade de expressão".
Em 19 de agosto de 2023, agora chamado de "X", suspendeu a conta do NewsClick. No dia seguinte, suspendeu a conta do The Kashmir Walla, um portal de notícias da Caxemira.

#### Israel
Em 2016, o acesso aos comentários do bloguista americano Richard Silverstein sobre uma investigação criminal, que envolvia um menor e, portanto, estava sob uma ordem de silêncio conforme a lei israelense, foi bloqueado para endereços IP israelenses, após um pedido do Ministério da Justiça de Israel.

#### Paquistão
Em maio de 2014, o Twitter desativou regularmente a capacidade de visualizar "tweets" específicos dentro do Paquistão, a pedido do Governo do Paquistão, sob o argumento de que eram blasfemos, tendo-o feito cinco vezes em maio.
Em 25 de novembro de 2017, o observatório de encerramento da Internet NetBlocks e a Digital Rights Foundation recolheram provas do bloqueio nacional do Twitter, com outros serviços de redes sociais, imposto pelo governo em resposta aos protestos do partido político religioso Tehreek-e-Labaik. A investigação técnica concluiu que todos os principais fornecedores de serviços de telefonia fixa e móvel do Paquistão foram afetados pelas restrições, que foram levantadas pela PTA no dia seguinte, quando os protestos diminuíram após a demissão do Ministro da Lei e da Justiça, Zahid Hamid.

#### Rússia
Em 19 de maio de 2014, o Twitter bloqueou uma conta política pró-Ucrânia para usuários russos. Aconteceu logo depois de um funcionário russo ter ameaçado banir completamente o Twitter se este se recusasse a apagar “tweets” que violassem a lei russa, segundo o site de notícias russo Izvestia.
Em 27 de julho de 2014, o Twitter bloqueou uma conta pertencente a um coletivo de hackers que vazou vários documentos internos do Kremlin para a Internet.
Em 10 de março de 2021, o Serviço Federal de Supervisão de Comunicações, Tecnologia da Informação e Mídia de Massa da Rússia começou a limitar o Twitter em todos os dispositivos móveis e 50% dos computadores devido a alegações de que o conselho regulador do Twitter não removeu conteúdo ilegal, incluindo suicídio, pornografia infantil e uso de drogas. Eles emitiram que o Twitter poderia ser bloqueado na Rússia se não obedecesse. Numa declaração por e-mail, o Twitter declarou estar "profundamente preocupado em restringir a conversa pública online".
De março a abril de 2021, Roskomnadzor considerou a proibição e a remoção completa do IP do Twitter da Rússia. A agência governamental foi recebida com negações e falta de urgência por parte da rede social. O Roskomnadzor tem as "capacidades técnicas" necessárias para remover completamente o Twitter do domínio russo. A gravidade da situação ocorreu quando mais de três mil postagens contendo pornografia infantil, violando as Diretrizes da Comunidade, foram detectadas em 2021 pela agência e posteriormente enviadas ao conselho regulador do Twitter para verificação. No entanto, a plataforma não respondeu à agência sobre o conteúdo ilegal e, posteriormente, foi acusado de reter seu dever de manter as Diretrizes da Comunidade da rede social.
Em 2 de abril de 2021, um tribunal russo considerou o Twitter culpado de três acusações de "violação de regulamentos sobre restrição de conteúdo ilegal" e ordenou que o Twitter pagasse 117 mil dólares em multas. Em 5 de abril, a Rússia estendeu a limitação do Twitter até 15 de maio daquele ano. Dois dias depois, o Roskomnadzor disse que o Twitter havia removido 91% do conteúdo banido e desistiu do bloqueio do Twitter. Exceto pelas 600 postagens ainda pendentes de remoção, a agência governamental também disse que continuaria a restringir o Twitter em dispositivos móveis, dizendo apenas que a plataforma precisava remover todos os itens proibidos e, no futuro, excluir postagens supostamente ilegais em 24 horas para que todas as restrições fossem suspensas.

#### Coreia do Sul
Em agosto de 2010, o Governo da Coreia do Sul tentou bloquear determinados conteúdos no Twitter devido à abertura de uma conta no Twitter pelo governo norte-coreano. A conta norte-coreana do Twitter criada em 12 de agosto, @uriminzok, que significa "nosso povo" em coreano, conquistou mais de 4,5 mil seguidores em menos de uma semana. Em 19 de agosto de 2010, a Comissão de Normas de Comunicação estatal da Coreia do Sul proibiu a conta do Twitter por transmitir "informações ilegais". Segundo a BBC, especialistas afirmam que a Coreia do Norte investiu em "tecnologia da informação por mais de 20 anos" com conhecimento de como usar sites de redes sociais. Isso parecia não ser "nada de novo" para a Coreia do Norte, já que o país recluso sempre publicou propaganda em sua imprensa, geralmente contra a Coreia do Sul, chamando-os "belicistas". Com apenas 36 postagens, a conta do Twitter conseguiu acumular quase nove mil seguidores. Até à data, a Comissão Sul-Coreana proibiu 65 sites, incluindo esta conta do Twitter.

#### Turquia
Em 20 de abril de 2014, o Frankfurter Allgemeine Zeitung, FAZ, informou que o Twitter havia bloqueado duas contas hostis ao regime na Turquia, @Bascalan e @Haramzadeler333, ambas conhecidas por denunciarem a corrupção. De fato, em 26 de março de 2014, o Twitter anunciou que começou a utilizar a sua ferramenta Country Withheld Content pela primeira vez na Turquia. Em junho de 2014, o Twitter retinha 14 contas e "centenas de tweets" na Turquia.
A Turquia apresentou o maior volume de pedidos de remoção ao Twitter em 2014, 2015, 2016, 2017 e 2018, enquanto em 2019 ficou em terceiro lugar. Desde 2017, O Twitter informou que o governo da Turquia foi responsável por mais de 52 por cento de todos os pedidos de remoção de conteúdo em todo o mundo.

#### Venezuela
Imagens do Twitter foram temporariamente bloqueadas na Venezuela em fevereiro de 2014, com outros sites usados para compartilhar imagens, incluindo Pastebin.com e Zello, um aplicativo de walkie-talkie. Em resposta ao bloqueio, o Twitter ofereceu aos usuários venezuelanos uma solução alternativa para usar suas contas por meio de mensagens de texto em seus celulares.
Em 27 de fevereiro de 2019, o grupo de monitoramento da Internet NetBlocks relatou o bloqueio do Twitter pelo provedor de Internet estatal CANTV por um período de 40 minutos. A interrupção ocorreu após o compartilhamento de um tuíte feito pelo líder da oposição, Juan Guaidó, com um link para uma gravação altamente crítica postada no SoundCloud, cujo acesso também foi restrito durante o incidente. Verificou-se que as interrupções eram consistentes com um padrão de filtragem breve e direcionada de outras plataformas sociais estabelecido durante a crise presidencial do país.

### Restrição e suspensão de contas de usuários
Conforme os Termos de Serviço do Twitter, que exigem o acordo dos usuários, o Twitter reserva-se o direito de suspender temporária ou permanentemente as contas dos usuários com base em violações. Um exemplo disso ocorreu em 18 de dezembro de 2017, quando foram banidas as contas pertencentes a Paul Golding, Jayda Fransen, Britain First e Traditionalist Worker Party. Donald Trump, o ex- presidente dos Estados Unidos, enfrentou um grau limitado de censura em 2019 e, após a invasão do Capitólio dos Estados Unidos em 2021, foi completamente suspenso em 8 de janeiro de 2021, de acordo com uma interpretação de dois tweets pela moderação. Trump usou a plataforma extensivamente como meio de comunicação e aumentou as tensões com outras nações através dos seus tweets. Em 8 de janeiro de 2021, às 6:21 (UTC−5), o Twitter suspendeu permanentemente a conta pessoal de Trump no Twitter. O presidente então postou quatro atualizações de status na conta do @POTUS no Twitter, que foram posteriormente removidas. O Twitter disse que não suspenderia as contas governamentais, mas "em vez disso, tomaria medidas para limitar o seu uso".

### Semi-censura

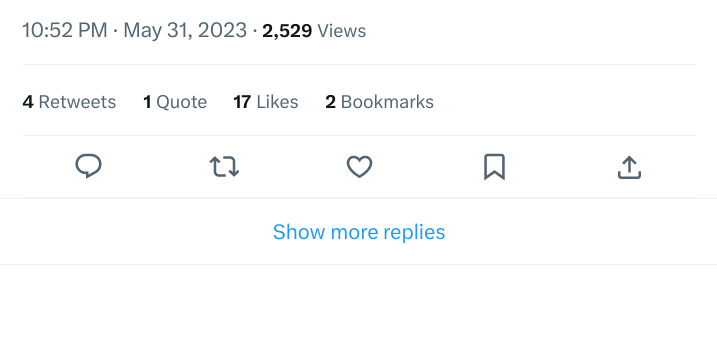
As postagens geralmente ficam ocultas em "Mostrar mais respostas". A semi-censura pode ocorrer sem que o tweet em questão viole qualquer política e sem que o usuário receba qualquer explicação

As políticas do X foram descritas como sujeitas à manipulação por parte de utilizadores que podem coordenar-se para assinalar tweets politicamente controversos como alegadamente violadores das políticas da plataforma, resultando na retirada da plataforma de utilizadores controversos ou de utilizadores que fizeram tweets aos quais se opõem. A plataforma tem sido criticada há muito tempo por não fornecer detalhes sobre as supostas violações de políticas subjacentes aos sujeitos das restrições e suspensões do X.
Em 2018, a plataforma introduziu a ocultação de tweets de determinadas contas em conversas e resultados de pesquisa em "Mostrar mais respostas". Quando o software do X decide que um determinado utilizador está a "desviar a atenção da conversa", os tweets desse utilizador serão ocultados dos resultados de pesquisa e das conversas públicas até que ocorra uma alteração não especificada, sem que o utilizador seja informado de que está a ser semi-censurado desta forma ou do porquê. Estudos chamaram a ocultação de "redução do nível de resposta" e descobriram que 6,2% das 41 092 contas existentes em seu conjunto de dados foram banidas pelo menos uma vez durante o período do estudo. A partir de 2023, já chamada de "X", não há mais lugar para denunciar ocultação injustificada de tweets, nem há medidas para garantir que a ocultação não seja arbitrária ou para propósitos questionáveis, como interesses comerciais. Através destas e de outras funcionalidades, plataformas como o X realizam uma "gestão de visibilidades" pouco transparente que orienta e estimula as audiências de formas mais ou menos subtis.

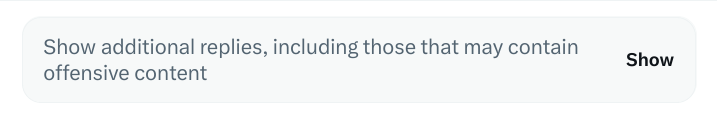
O conteúdo que é exibido em vez dos tweets ocultos. Em muitos casos, tweets que não contêm nenhuma linguagem ofensiva ou, por exemplo, verdades inconvenientes que ofendem alguns usuários também são ocultados abaixo desta mensagem

Durante vários anos, muitos utilizadores das redes sociais têm expressado preocupações sobre a supressão algorítmica. Vários desses usuários podem ter coletado tweets específicos ocultados. No entanto, de acordo com uma reportagem de 2022, "[as] empresas de mídia social negam discretamente suprimir conteúdo". Um estudo analisou mais de 2,5 milhões de perfis do X e descobriu que quase um em cada 40 tinha seus tweets ocultos. Tweets ocultos dessa forma não aparecem nas notificações da pessoa respondida e a maioria das pessoas que navegam em um tópico do X pode não clicar no botão para ver respostas adicionais. Um estudo sobre práticas de "silenciamento" de usuários nas redes sociais sugere que os algoritmos desempenham um papel crítico na orientação da atenção online nas redes sociais, o que tem implicações na responsabilização algorítmica. Em 2022, foi relatado que Musk não esclareceu quais métricas o X poderia usar para determinar se um tweet pode ser "errado e ruim" ou "destrutivo para o mundo". Ele esclareceu que "liberdade de expressão não significa liberdade de expressão", o que pode sublinhar como ele e a plataforma podem continuar a esconder ou a descontinuar qualquer conteúdo por quaisquer razões não especificadas.

#### Incidentes
Em 2018, o Twitter lançou um "filtro de qualidade" que ocultava dos resultados de pesquisa o conteúdo considerado de "baixa qualidade" pelos usuários e limitava sua visibilidade, o que levou a acusações de shadow baning. Após os conservadores afirmarem que o filtro censura os utilizadores da direita política, Alex Thompson, um escritor da VICE, confirmou que muitos políticos republicanos proeminentes tinham sido "banidos na sombra" pelo filtro. O Twitter reconheceu mais tarde o problema, afirmando que o filtro tinha um bug de software que seria corrigido em um futuro próximo.
Em outubro de 2020, o Twitter impediu os usuários de tuitar sobre um artigo no The New York Post sobre a teoria da conspiração Biden-Ucrânia, relacionada a e-mails sobre Hunter Biden supostamente apresentando um empresário ucraniano ao seu pai, Joe Biden. Os senadores Marsha Blackburn e Ted Cruz descreveram o bloqueio do New York Post no Twitter como "interferência eleitoral". O The New York Times relatou em setembro de 2021 que uma investigação da Comissão Eleitoral Federal (em inglês: FEC) sobre uma reclamação sobre o assunto concluiu que o Twitter agiu com uma razão comercial válida, e não com um propósito político. O inquérito da FEC também concluiu que as alegações de que o Twitter violou as leis eleitorais ao supostamente banir os republicanos e por outros meios eram "vagas, especulativas e não apoiadas pelas informações disponíveis".
Em 2023, sob a propriedade de Elon Musk, as postagens contendo a palavra-chave "Substack" foram temporariamente restringidas, e curtir, compartilhar e pesquisar esses tweets foram impedidos. Matt Taibbi, um autor do Twitter Files, também foi temporariamente banido.

## Censura total no X por autoridades do Estado
Em alguns casos, governos e outras autoridades tomam medidas unilaterais para bloquear o acesso da Internet ao X (anteriormente Twitter até 2022) ou ao seu conteúdo.

### Países sob censura total do X em vigência

#### China
O X está oficialmente censurado na China; no entanto, muitos chineses contornam o bloqueio para usá-lo. Até mesmo grandes empresas chinesas e meios de comunicação nacionais, como a Huawei e a CCTV, usam a plataforma por meio de uma VPN aprovada pelo governo. A conta oficial do Ministério dos Negócios Estrangeiros da China começou a tuitar em inglês em dezembro de 2019; entretanto, os diplomatas, embaixadas e consulados chineses mantiveram 55 contas identificadas na rede social, com mais de metade tendo sido criadas apenas naquele ano.
Em 2010, Cheng Jianping foi condenado a um ano em um campo de trabalho por "retuitar" um comentário que sugeria que todos que boicotaram os produtos japoneses deveriam atacar o pavilhão japonês na Expo Xangai de 2010. O seu noivo, que publicou o comentário inicial, afirma que na verdade era uma sátira ao sentimento anti-japonês na China.
De acordo com uma reportagem do Washington Post, em 2019, autoridades de segurança do Estado visitaram alguns utilizadores na China para lhes solicitar que apagassem determinados tweets. A polícia chinesa produzia impressões de tuítes e aconselhava os usuários a excluir as mensagens específicas ou suas contas inteiras. O jornal The New York Times descreveu o processo como "excepcionalmente amplo e punitivo". Os alvos da repressão incluíam até mesmo pessoas que estavam à espreita na plataforma e tinham muito poucos seguidores. Em 2019, um estudante chinês da Universidade de Minnesota foi preso e condenado a seis meses de prisão quando regressou à China, por publicar tweets a gozar com o líder supremo chinês Xi Jinping enquanto estava nos EUA.
Em 3 de julho de 2020, o Twitter anunciou que todos os pedidos de dados e informações às autoridades de Hong Kong foram imediatamente suspensos após a Lei de Segurança Nacional de Hong Kong, imposta pelo governo chinês, entrar em vigor. Segundo os veredictos oficiais de 2020, pelo menos centenas de chineses foram condenados à prisão por usar o Twitter para curtir, publicar ou compartilhar tweets. Conforme os documentos obtidos pelo The New York Times em 2021, a polícia de Twitterangai estava tentando usar meios tecnológicos para descobrir as verdadeiras identidades dos usuários chineses de contas específicas em redes sociais estrangeiras, incluindo o Twitter. Em 2022, Peiter Zatko, ex-chefe de segurança do Twitter, acusou o Twitter de aceitar financiamento de "entidades chinesas" não identificadas, o que lhes deu acesso às informações de usuários na China, e o Twitter sabia que isso poderia colocar esses usuários em perigo. Zatko também revelou que o FBI notificou o Twitter sobre pelo menos um agente chinês na empresa.

#### Coreia do Norte
Em abril de 2016, a Coreia do Norte começou a bloquear o Twitter "numa medida que sublinha a sua preocupação com a disseminação de informação online". Qualquer pessoa que tente aceder ao mesmo sem autorização especial do governo norte-coreano, incluindo visitantes e residentes estrangeiros, está sujeita a punição.

#### Irã
Durante as eleições presidenciais do Irã em 2009, o governo iraniano bloqueou o Twitter devido ao medo de que fossem organizados protestos. Em setembro de 2013, o bloqueio do Twitter e do Facebook foi brevemente levantado sem aviso devido a um erro técnico, mas no espaço de um dia os sites foram novamente bloqueados.

#### Myanmar
Em 5 de fevereiro de 2021, o Conselho de Administração Militar do Estado, que assumiu o poder após um golpe de Estado, ordenou que os provedores de serviços móveis e de Internet bloqueassem o Twitter e o Instagram no Myanmar, após uma medida de censura semelhante ter sido imposta ao Facebook. Um porta-voz do Twitter disse posteriormente que a empresa iria "continuar a defender o fim dos encerramentos destrutivos liderados pelo governo".

#### Paquistão
Em fevereiro de 2024, o X foi bloqueado pelas autoridades estatais paquistanesas antes das eleições gerais de 2024. A proibição foi mantida em abril, citando preocupações com a segurança nacional. Apesar da posição do governo, tanto o governo como a Autoridade de Telecomunicações do Paquistão (em inglês: PTA) recusaram-se a comentar as interrupções, que foram amplamente relatadas por grupos de vigilância da Internet.
Ativistas que contestam a proibição argumentam que ela foi criada para reprimir a dissidência após a eleição geral, marcada por alegações generalizadas de fraude eleitoral e protestos subsequentes. As autoridades também desligaram os serviços de telefonia móvel no dia da eleição, novamente alegando preocupações com a segurança. O NetBlocks, um grupo de monitorização da internet, relatou que os utilizadores não conseguiram ter acesso ao X em 10 de fevereiro, enquanto o país aguardava os resultados das eleições.
Em abril de 2024, o Tribunal Superior de Sindh ordenou ao governo que restaurasse o acesso à plataforma no prazo de uma semana, de acordo com um relatório da agência de notícias AFP, citando o advogado Moiz Jaaferi, que tinha lançado um recurso separado contra a proibição. Apesar desta ordem, o acesso ao X tem sido esporádico, com a disponibilidade a flutuar consoante o fornecedor de serviços de Internet, forçando os utilizadores a confiar em redes privadas virtuais (VPN), como observou Alp Toker da NetBlocks.
O partido Movimento Paquistanês pela Justiça (em inglês: PTI) de Imran Khan, um usuário prolífico de plataformas de mídia social, foi particularmente afetado por essa proibição. Essa dependência das mídias sociais aumentou especialmente depois que a mídia tradicional do país começou a censurar notícias sobre Khan e seu partido antes das eleições. Khan, que tem mais de 20 milhões de seguidores no X, viu seu partido convocar protestos contra supostas fraudes nas eleições de 2024. A admissão de manipulação de votos por um funcionário do governo em meados de fevereiro levantou ainda mais preocupações sobre a transparência das eleições, confirmando as alegações de Khan a muitos e reforçando as alegações.
O NetBlocks confirmou por meio de suas métricas ao vivo que o X estava restrito no Paquistão desde fevereiro, com o serviço permanecendo total ou intermitentemente restrito para a maioria dos usuários. Eles acrescentaram que o incidente ocorreu em meio a um aumento da censura na Internet durante as eleições gerais. Asad Baig, um estrategista de mídia do Dawn News, disse que "as ações do governo cheiram a autoritarismo, sufocando a dissidência e silenciando vozes em nome da manutenção do controle". Várias condenações à censura do X no Paquistão também foram trocadas por muitas organizações não governamentais.

#### Rússia
Em 26 de fevereiro de 2022, durante a invasão da Ucrânia pela Rússia, a Rússia começou a restringir o acesso ao Twitter, com o monitor global da Internet NetBlocks observando que a medida de censura estava em vigor "em vários provedores". Apesar das conexões diretas serem restritas, os russos ainda podiam acessar o Twitter por meio de serviços VPN. A decisão foi posteriormente anunciada pelo Roskomnadzor como uma medida para restringir informações no Twitter e no Facebook que não estivessem alinhadas com as posições do Governo da Rússia.

#### Tanzânia
Em 30 de agosto de 2024, após alertas da força policial sobre supostos planos do partido de oposição de invadir delegacias de polícia onde presos políticos poderiam estar detidos, e um aumento geral nas tensões políticas, o governo da Tanzânia proibiu o acesso ao X. A plataforma ainda pode ser acessada via VPN.

#### Turcomenistão
Desde 2018, sites estrangeiros de notícias e oposição são bloqueados no Turcomenistão e redes sociais internacionais como o Twitter são "frequentemente inacessíveis".

#### Venezuela
Em 8 de agosto de 2024, o presidente Nicolás Maduro anunciou a proibição de acesso ao X por dez dias em meio a protestos antigovernamentais, citando incitações ao ódio, fascismo e guerra civil. No entanto, mesmo com o prazo previsto finalizado, a censura do X na Venezuela continua em vigência por tempo indeterminado.

### Banimentos extintos

#### Brasil (2024)
Em 30 de agosto de 2024, o ministro Alexandre de Moraes, através do Supremo Tribunal Federal do Brasil, corte suprema do país, emitiu uma ordem exigindo que os provedores brasileiros bloqueiem o X devido à recusa de Elon Musk em nomear um representante legal da plataforma no país, conforme a legislação brasileira. Moraes impôs uma multa diária de 50 mil reais para qualquer pessoa que tivesse acesso ao X usando uma rede privada virtual (VPN) em território nacional. O presidente do Brasil, Luiz Inácio Lula da Silva, concordou com o bloqueio do X pela Suprema Corte: "Não é porque ele tem dinheiro que pode fazer o que quiser".
Em 8 de outubro de 2024, o bloqueio do X no Brasil foi oficialmente encerrado após a rede social ter confirmado que havia cumprido todas as ordens judiciais, ter nomeado uma representante legal no Brasil e ter quitado todas as multas. No mesmo dia o ministro do STF, Alexandre de Moraes, determinou que o X voltasse a operar legalmente no Brasil, e ordenou que a Agência Nacional de Telecomunicações (ANATEL) realizasse o desbloqueio do site e do aplicativo em até 24 horas em todo o território nacional brasileiro, encerrando de vez a suspensão da rede social no país.

#### Egito (2011)
O Twitter ficou inacessível no Egito em 25 de janeiro de 2011, durante os protestos egípcios de 2011. Alguns relatos de notícias culparam o governo do Egipto pelo seu bloqueio. A Vodafone Egypt, a maior operadora de rede móvel do Egito, negou a responsabilidade pela ação em um tweet. Os comunicados de imprensa do Twitter não indicaram quem a empresa acredita ter instituído o bloqueio. Em 26 de janeiro, o Twitter ainda confirmava que o serviço estava bloqueado no Egito. Em 27 de janeiro, vários relatórios afirmaram que o acesso a toda a internet a partir do Egito tinha sido encerrado.
Pouco depois do desligamento da internet, engenheiros do Google, Twitter e SayNow, uma startup de mensagens de voz adquirida pelo Google em janeiro, anunciaram o serviço Speak To Tweet. O Google declarou no seu blog oficial que o objetivo do serviço era ajudar os manifestantes egípcios a permanecerem conectados durante o encerramento da Internet. Os usuários podiam enviar um tweet por telefone, deixando uma mensagem de voz e usar a hashtag do Twitter "#Egypt". Esses comentários podem ser acessados sem conexão à Internet discando os mesmos números de telefone designados. Aqueles com acesso à Internet podiam ouvir os comentários visitando o perfil da Speak To Tweet na época.
Em 2 de fevereiro de 2011, o acesso ao Twitter foi restabelecido pelas quatro principais prestadores de serviços egípcios.

#### Nigéria (2021–2022)
O governo da Nigéria proibiu oficialmente o Twitter de 5 de junho de 2021 a 13 de janeiro de 2022, o que o restringiu de operar no país. A proibição ocorreu depois que o Twitter apagou tweets feitos pelo presidente nigeriano Muhammadu Buhari e suspendeu temporariamente, alertando o povo do sudeste da Nigéria, predominantemente o povo Igbo, de uma possível repetição da Guerra Civil de Biafra de 1967 devido à insurgência no leste da Nigéria. O governo nigeriano alegou que a eliminação dos tweets do presidente influenciou a sua decisão, mas baseou-se, em última análise, numa "ladainha de problemas com a plataforma de redes sociais na Nigéria, onde a desinformação e as notícias falsas disseminadas através dela tiveram consequências violentas no mundo real", citando a utilização persistente da plataforma para actividades capazes de minar a existência empresarial da Nigéria.

#### Tanzânia (2020)
Em 29 de outubro de 2020, os ISPs na Tanzânia bloquearam o acesso ao Twitter e a outras plataformas de redes sociais durante as eleições gerais.

#### Turquia (2014 e 2023)
Em 21 de março de 2014, o acesso ao Twitter na Turquia foi temporariamente bloqueado, depois que um tribunal ordenou que "medidas de proteção" fossem aplicadas ao serviço. Isto seguiu-se a declarações anteriores do Primeiro-Ministro Recep Tayyip Erdoğan, que prometeu "eliminar o Twitter" na sequência de alegações prejudiciais de corrupção no seu círculo íntimo. Entretanto, em 27 de março de 2014, o 18.º Tribunal Criminal de Paz de Istambul, Anatólia, suspendeu a ordem judicial acima mencionada. O tribunal constitucional da Turquia decidiu mais tarde que a proibição era ilegal. Duas semanas após o governo turco ter bloqueado o site, a proibição do X foi levantada.
Alguns provedores de Internet do país restringiram o acesso ao X durante o sismo de 2023 na Turquia e na Síria e suas consequências. Nenhuma declaração oficial foi feita sobre a restrição.

#### Uzbequistão (2021–2022)
Em 2 de julho de 2021, o Uzbequistão bloqueou o acesso ao Twitter, com TikTok, VKontakte e Skype, após declarar que eles haviam violado uma nova lei de dados pessoais. Isto também ocorreu em meio à aprovação de novas leis que criminalizam insultos ou calúnias contra o presidente online, em meio a uma eleição presidencial que ocorreria no final daquele ano. Os sites foram brevemente desbloqueados em 16 de março de 2022, antes de serem bloqueados novamente horas depois. As proibições de acesso ao X e ao VKontakte foram novamente extintas em 1º de agosto de 2022.